# ウィキアリティ
ウィキアリティ（英語: Wikiality）は、アメリカ合衆国のテレビ・パーソナリティ、スティーヴン・コルベア（Stephen Colbert）による造語で、事実ではなく合意に基づいて形成される「真実」あるいは「確からしさ」を意味する表現である。後述の「truthiness」とともにGlobal Language Monitorによる2006年「テレビ流行語」に選出された。

## 概要
2006年7月のテレビ番組コルベア・レポー（The Colbert Report, フランス語読み）の「The Wørd」コーナーにおいて、コルベアは新たな言葉として「ウィキアリティ」、すなわち「Wikipedia」と「reality」（現実）のかばん語「wikiality」（ウィキ実）を発表し、これを、ウィキペディアの合意形成をモデルに「事実ではなく、合意に基づく真実」と定義した。コルベアは、“事実よりも直感と合意が優れた結果を生む”と信じるウィキペディアは「truthiness」（真実っぽい性）の哲学を信奉していると褒め讃えた。
「truthiness」は2005年に同じくコルベアが提唱してひろく普及した造語で、証拠や論理、知的な検証や事実とは無関係に、誰かが直感的に「腹の底から」信じている物事を揶揄する表現であり、したがってウィキペディアへの賛辞はいうまでもなく皮肉である。番組でコルベアは次のように語りかけた。
コルベアによれば、「私たちは誰もが事実、全員が合意する事実を、つまり全員が合意しているだけの事実をつくり出すことができる」。コーナーの間、コルベアは「私はウィキペディアが大好きです。（中略）ルター派教会（en:Lutherans）の項目よりもtruthiness（en:Truthiness）の項目の方が長いなんて、なんてステキなサイトなんでしょう」とジョークを発し、またメディアが繰り返し同じ情報を流すと人々がそれを信じるようになる、というさらに一般的な傾向も風刺した。この放送のイントロには、客観的検証が不足してるウィキペディアの記事が例示され、「革命は検証されないだろう」（The Revolution Will Not Be Verified）というフレーズが表示された。これはアメリカ合衆国の詩人・音楽家ギル・スコット・ヘロンによる有名なポエトリーリーディング「革命はテレビ放送されないだろう」（The Revolution Will Not Be Televised, 1970年）をもじったものである。
さらにコルベアは、視聴者に対し、英語版ウィキペディアの「象」の項目で、過去半年間にアフリカ象の数が3倍になったという修正を行うように提案した。この結果アフリカ象に関連する項目で多くの誤った修正が書き込まれ、該当するページはウィキペディアの管理者によって半保護状態とされ、匿名ユーザーおよび新規のユーザーの編集が禁止された。
コルベアは続けてパソコンに入力を始め、カメラに向かって自分の項目の編集をしていると説明した。そして自分の項目の「真実」の編集を最初に行ったのは「Stephencolbert」（英語版ウィキペディアのユーザーStephencolbert）であると述べた。その結果、視聴者や参加者は、コルベアが視聴者に編集に参加するように促した時間帯に、コルベア自身が荒らし行為を行っていると信じることとなった。ちなみにこの「Stephencolbert」というアカウントは無期限でブロック（編集権剥奪）されているが、それがコルベア自身であったのか、あるいは彼を騙った他人であったのかは分かっていない。ブロックの公式理由はウィキペディアの方針のひとつである「適切ではないユーザーネームの使用」というものであった。これは著名人の名前をログイン名とすることを禁止したもので、コルベア自身かテレビ局が裏付けを行えばブロックは解かれるとされている。